# Fernand Engerand
Fernand Engerand, né le 15 avril 1867 à Caen (Calvados) et mort le 8 novembre 1938 à Paris (Seine), est un homme politique français.

## Biographie
Fils d'Auguste Engerand, ancien député, Jules Auguste Fernand signe le manifeste de la Ligue de la patrie française en janvier 1899.
Fernand Engerand est député du Calvados de 1902 à 1936, siégeant à droite. Il s'intéresse à la fois aux questions sociales, et aux sujets de relations de l'Église et de l’État. Il dépose régulièrement des demandes d'abrogation de la loi d'exil qui frappe les anciennes familles régnantes depuis 1886. En 1909, il donne son nom à une loi qui institue un congé de maternité d'une durée de huit semaines, sans rémunération mais sans rupture du contrat de travail.
En mai 1920, il est nommé membre du comité directeur de la Ligue des patriotes présidée par Maurice Barrès.
Il est inhumé le 11 novembre 1938 au cimetière de Montmartre (division 4).

## Distinctions
- De l'Académie française
  - 1899 : Prix Marcelin Guérin pour Ange Pitou, agent royaliste et chanteur des rues (1767-1846)
  - 1917 : Prix Marcelin Guérin pour Les frontières lorraines et la force allemande
  - 1941 : Prix Général-Muteau pour Les Trésors d’Art religieux du Calvados

## Sources
- « Fernand Engerand », dans le Dictionnaire des parlementaires français (1889-1940), sous la direction de Jean Jolly, PUF, 1960 [détail de l’édition]